# Guénange
Guénange là một xã trong vùng Grand Est, thuộc tỉnh Moselle, quận Thionville-Est, tổng Metzervisse. Tọa độ địa lý của xã là 49° 17' vĩ độ bắc, 06° 11' kinh độ đông. Guénange có điểm thấp nhất là 153 mét và điểm cao nhất là 233 mét. Xã có diện tích 8,35 km², dân số vào thời điểm 1999 là 7124 người; mật độ dân số là 853 người/km². Xã nằm khoảng 7 km về phía nam của Thionville.

## Thông tin nhân khẩu
| 1954  | 1960   | 1968  | 1975  | 1982  | 1990  | 1999  |
| ----- | ------ | ----- | ----- | ----- | ----- | ----- |
| 3.826 | 10.062 | 9.862 | 9.397 | 8.327 | 6.794 | 7.124 |